# والساوارنکه
والساوارنکه (به ایتالیایی: Valsavarenche) یک کومونه در ایتالیا است که در واله دائوستا واقع شده‌است.

## خصوصیات
والساوارنکه ۱۳۹ کیلومترمربع مساحت و ۱۸۶ نفر جمعیت دارد و ۱٬۵۴۱ متر بالاتر از سطح دریا واقع شده‌است.